# Colette, une femme libre
Pour les articles homonymes, voir Colette (homonymie).
Colette, une femme libre est un téléfilm biographique français en deux parties réalisé en 2003 par Nadine Trintignant et diffusé les 25 janvier et 1er février 2004 sur la RTBF, puis les 26 avril et 27 avril 2004 sur France 2.
Biographie de la femme de lettres Colette, il s'agit également du dernier rôle de Marie Trintignant, tuée par son compagnon Bertrand Cantat peu avant la fin du tournage fin juillet 2003.

## Synopsis
Le téléfilm, divisé en deux parties, évoque premièrement l'amour de Colette pour Willy puis, après souffrance, sa liaison avec Mathilde de Morny, dite Missy, relation qui fait scandale.
Colette, une femme libre aborde ensuite le mariage avec Henry de Jouvenel, son journalisme et sa vie sous la Première Guerre mondiale.

## Fiche technique
- Titre : Colette, une femme libre
- Réalisation : Nadine Trintignant, assistée de Vincent Trintignant
- Scénario : Nadine Trintignant et Marie Trintignant
- Musique : Philippe Sarde
- Genre : biographie
- Dates de diffusion : 
  -  25 janvier et 1er février 2004 sur la RTBF
  -  26 et 27 avril 2004 sur France 2

## Distribution
- Marie Trintignant : Colette
- Wladimir Yordanoff : Henry Gauthier-Villars dit « Willy »
- Lambert Wilson : Henry de Jouvenel
- Roman Kolinka : Bertrand de Jouvenel
- Barbara Schulz : Polaire
- Rüdiger Vogler : Le capitaine Colette
- Jacques Higelin : Georges Wague
- Lio : Marguerite Moreno
- Jean-Michel Fête : Léo
- Yves Lambrecht : Achille
- Ruta Latinyte : Meg
- Caroline Proust : Lotte
- Catherine Jacob : Mathilde de Morny dite « Missy »
- Marie-José Nat : Sido
- Sergio Peris-Mencheta : Fred
- Chiara Caselli : Georgie Duval
- Ruta Latinyté : Meg
- Carole Richert : Isabelle

## Tournage
Le tournage de Colette, une femme libre a lieu à Vilnius, la capitale lituanienne.

## Accueil
Olivier Wicker de Libération parle d'« une épreuve pour les admirateurs de Colette et de Marie Trintignant » et d'un film « médiocre », « lent », aux décors « artificiels ». Le critique déplore le fait que l'on ne voit presque jamais Colette écrire, et que la plus grande partie du film ne soit consacrée qu'à ses histoires d'amour, dans lesquelles « des kilos de pathos dégoulinent de l'écran ».
Selon Le Monde, Colette, une femme libre est « une trop longue succession de scènes de chamailleries et de pleurnicheries » et dénature l'écrivaine, qui elle « acceptait l'échec » de ses amours avec « sagesse ». Le journal, même s'il critique les décors qui ne paraissent pas réels, se réjouit du jeu de Marie Trintignant (« émouvante, drôle et lumineuse ») et de la musique de Philippe Sarde, une musique qui « ponctue les moments capitaux avec intelligence et finesse ».
Pour L'Humanité, on ne retrouve pas dans ce film « la force exprimée par Nadine et Marie Trintignant dans Victoire ou la Douleur des femmes ».

## Récompense
- 2004 : Meilleure actrice au Festival international des programmes audiovisuels de Biarritz pour Marie Trintignant.